# Сфагнопсиди
Торфовикопсиди, Сфагнопсиди (Sphagnopsida) — клас мохів. Відомо понад 350 сучасних видів, усі з яких належать до порядку сфагнові, і один викопний вид Protosphagnum nervatum з пермського періоду.

## Опис
Це досить великі білувато-зелені, бурі або червонуваті мохи боліт або вологих місцин. Утворюють подушкоподібні дернини різного розміру. Стебло без ризоїдів, з мутовками бічних пагонів. Листки диморфні (стеблові або гілочкові, інколи між ними є перехідні форми). Коробочка на псевдоніжці, куляста, з кришечкою, без перистому та кілечка. Протонема пластинчаста.

## Класифікація
Клас сфагнопсиди (Sphagnopsida) включає два порядки:
- Protosphagnales з єдиним викопним видом Protosphagnum nervatum (Nejburg).
- Сфагнові (Sphagnales)